# Platypalpus stigma
Platypalpus stigma är en tvåvingeart som först beskrevs av Collin 1926.  Platypalpus stigma ingår i släktet Platypalpus och familjen puckeldansflugor. Inga underarter finns listade i Catalogue of Life.